# Evelyn M. Witkin
Evelyn M. Witkin, de soltera Maisel (Nueva York, 9 de marzo de 1921 - 8 de julio de 2023) fue una genetista bacteriana estadounidense que trabajó en el Laboratorio Cold Spring Harbor(1944-1955), el SUNY Downstate Medical Center (1955-1971) y la Universidad Rutgers (1971-1991). Witkin fue considerada innovadora e inspiradora como científica, profesora y mentora.
Sus trabajos sobre el daño y la reparación del ADN en bacterias son fundamentales para comprender estos procesos en los organismos vivos. Su trabajo tiene una aplicación directa en los efectos del envejecimiento y en el diagnóstico y tratamiento de enfermedades humanas como el cáncer. Witkin recibió la Medalla Nacional de Ciencias en 2002 por su trabajo pionero en mutagénesis y reparación del ADN. En 2015, Witkin recibió el Premio Albert Lasker de Investigación Médica Básica por sus descubrimientos sobre la respuesta al daño del ADN, un mecanismo fundamental que protege los genomas de todos los organismos vivos.

## Trayectoria
Witkin creció en Queens, Nueva York. Se desplazaba diariamente a Manhattan para asistir al Washington Irving High School, entonces solo para chicas, donde la animaron a seguir su interés por la ciencia. Witkin se licenció en Biología por la Universidad de Nueva York en 1941. Su intención era cursar estudios de posgrado, pero tras ayudar a organizar protestas contra la política de la universidad de no permitir a los atletas negros jugar en las universidades del Sur, fue suspendida por tres meses y se le retiró la oferta para un puesto de posgrado.
Tras licenciarse, Witkin ssolicito el ingreso en la Universidad de Columbia, donde obtuvo el máster en 1943. Realizó su trabajo de doctorado con Theodosius Dobzhansky, quien la recomendó para el Laboratorio Cold Spring Harbor (CSHL). Witkin pasó el verano de 1944 en el CSHL, donde aprendió técnicas genéticas para trabajar con bacterias, un nuevo campo de investigación. Durante su estancia aisló un mutante de E. coli resistente a la radiación UV; fue la primera vez que se aislaban mutaciones que conferían resistencia a la radiación UV. Regresó al CSHL en 1945 y permaneció allí para completar su investigación de doctorado. Obtuvo su título en 1947.
Tras finalizar su doctorado, fue contratada por la Institución Carnegie de Washington para seguir trabajando en el CSHL hasta 1955. Vannevar Bush, presidente de la Institución Carnegie, dispuso que trabajara a tiempo parcial después después del nacimiento de sus hijos, un acuerdo muy poco habitual en aquella época. Witkin pasaba sus horas de oficiales de trabajo en el laboratorio y en casa planificaba, analizaba datos y escribía. En 1949, Leo Szilard y Bernard Davis le propusieron organizara y editar el Microbial Genetics Bulletin. Witkin dirigió la publicación de 1950 a 1964.
De 1955 a 1971, Witkin trabajó en el Downstate Medical Center de la Universidad Estatal de Nueva York, en Brooklyn. En 1971, Witkin fue nombrada profesora de Ciencias Biológicas en el Douglass College de la Universidad Rutgers. En 1979 fue nombrada profesora de Genética Barbara McClintock en 1979, antes de trasladarse al Instituto Waksman de Rutgers como Directora de Laboratorio en 1983, cargo que ocupó hasta su jubilación en 1991, cuando pasó a ser profesora emérita de Rutgers.

## Investigación
Antes de que se identificara definitivamente el ADN como material hereditario, Witkin empezó a estudiar problemas centrales de la genética relacionados con la duplicación de genes y los mecanismos por los cuales se propagan los cambios genéticos. Cuando Witkin comenzó sus investigaciones, se suponía que agentes como los rayos UV causaban directamente las mutaciones que eran responsables del desarrollo de la resistencia. Witkin y otros descubrieron que las bacterias respondían activamente al daño del ADN de diversas maneras. A través de estas actividades protectoras, las propias bacterias daban forma a los cambios genéticos que se producían en respuesta al daño del ADN.
Durante su primer verano como estudiante en Cold Spring Harbor, Witkin trabajó con bacterias, de las que recientemente se habían identificado que tenían genes y eran capaces de desarrollar resistencia virica. Dado que no había curvas de supervivencia publicadas para la mutación de E. coli utilizando luz ultravioleta (UV), Witkin eligió inicialmente dosis que resultaron ser bastante altas. La mayoría de sus colonias murieron, pero cuatro sobrevivieron en una placa. En comparación con la cepa madre, estas bacterias mostraron una tolerancia mucho mayor a la radiación UV. También observó que había diferencias en el comportamiento de la cepa en comparación con las cepas silvestres: las cepas resistentes no mostraban un retraso antes de la división celular y el desarrollo de hebras alargadas y filamentosas, ambos observados en las cepas sensibles a los rayos UV. Witkin fue la primera investigadora en aislar una mutación que confiere resistencia a la radiación UV.
Mientras estaba en Downstate, Witkin descubrió que la mutagénesis UV en E. coli podía revertirse, un fenómeno que ella llamó "reparación oscura". Fue la primera en describir los procesos de disminución de la frecuencia de mutación (MFD). Observó una disminución en las mutaciones supresoras inducidas por daño cuando la síntesis de proteínas se inhibió transitoriamente como resultado de la irradiación UV. Witkin concluyó que la MFD ocurre como resultado de una rápida reparación enzimática antes de la replicación en casos en que la síntesis de proteínas se inhibe o se retrasa. En el caso de fotoproductos(lesiones) UV potencialmente mutagénicos, la falla en la replicación es letal para la bacteria. Si otra ADN polimerasa es capaz de copiar más allá de un área dañada, la bacteria sobrevive, pero con una mayor probabilidad de que se hayan producido errores durante la síntesis y reparación del ADN.
En su artículo de 1967, Witkin propuso que la exposición a los rayos UV bloqueaba la división celular al inhibir una enzima de replicación del ADN que si se dejaba activa, introducía mutaciones durante el proceso de replicación. Los mutantes que carecían de procesos de reparación por escisión presentaban muchas mutaciones inducidas por la radiación. Más tarde se determinó que este tipo de reparación por escisión está mediada en bacterias por un factor de acoplamiento de transcripción-reparación (TRCF), que es producido por el gen MFD. En esta y otras investigaciones, Witkin dedujo procesos basados en una cuidadosa observación y experimentación con poblaciones de bacterias, que sólo se observarían y confirmarían directamente años más tarde tras el desarrollo de nuevas tecnologías.
En 1970, Miroslav Radman, recién licenciado por la Universidad Libre de Bruselas, hizo llegar Witkin un memorando en el que proponía un modelo para la "replicación del SOS", según el cual un daño repentino y extenso del ADN podría desencadenar una respuesta de estrés inducible, controlada genéticamente y que implicaría la síntesis de nuevas proteínas. Witkin buscó evidencia de un mecanismo de control común que subyaciera y explicara la variedad de respuestas celulares que había observado en su trabajo con mutagénesis UV en bacterias. Propuso que el ADN dañado por los rayos UV genera una señal reguladora que activa un gran número de genes. Sus hallazgos apoyaron la idea de un mecanismo de control en el que intervienen lexA, que normalmente reprime los genes de respuesta SOS, y recA, que elimina la represión de lexA en respuesta al daño del ADN. Esta regulación al alza de las proteínas para la protección y reparación del ADN representa un compromiso entre la precisión de la replicación y la supervivencia inmediata.
La investigación de Witkin desde que completó su doctorado se basó en la mutagénesis del ADN; su trabajo sobre mutagénesis la condujo a su trabajo sobre la reparación del ADN. A través de este trabajo articuló la respuesta SOS. Más tarde, al caracterizar los fenotipos de E. coli mutagenizada, ella y Radman detallaron la respuesta SOS a la radiación UV en bacterias. Witkin continuó trabajando en el mecanismo de respuesta SOS hasta su jubilación. La respuesta SOS al daño del ADN fue un descubrimiento fundamental porque fue la primera respuesta de estrés coordinada que se dilucidó.
Evelyn Witkin estuvo casada con el psicólogo Herman Witkin; sus hijos fueron: Joseph Witkin, médico de urgencias y miembro fundador de Sha Na Na, y Andy Witkin, científico informático. Cumplió 100 años en 2021.
Witkin murió por complicaciones derivadas de una caída en Plainsboro Township, Nueva Jersey, el 8 de julio de 2023, a la edad de 102 años.

## Reconocimientos

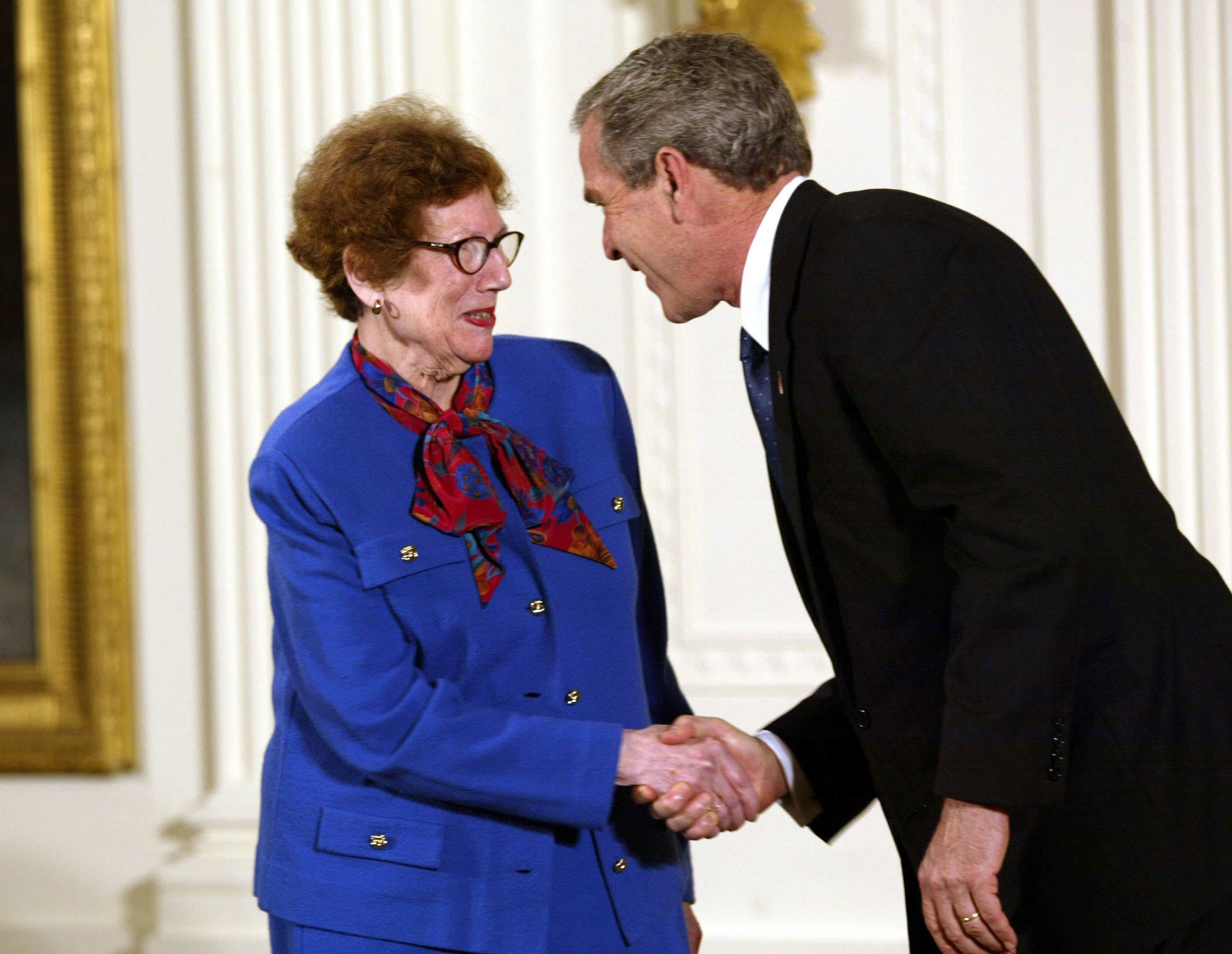
Evelyn M. Witkin recibe la Medalla Nacional de Ciencias de 2002 de manos del presidente George W. Bush

Witkin fue elegida miembro de la Academia Nacional de Ciencias en 1977. En aquella época era una de las pocas mujeres elegidas para formar parte de la Academia. También fue miembro de la Academia Estadounidense de las Artes y las Ciencias (1978),  de la Asociación Estadounidense para el Avance de la Ciencia (1980) y de la Academia Estadounidense de Microbiología. En 2000 se le concedió la Medalla Thomas Hunt Morgan y el gobierno de Estados Unidos reconoció su contribución a la ciencia al concederle la Medalla Nacional de Ciencias en 2002:
Por sus investigaciones perspicaces y pioneras sobre la genética de la mutagénesis del ADN y la reparación del ADN, que han mejorado nuestra comprensión de procesos tan variados como la evolución y el desarrollo del cáncer.
En 2015, fue galardonada con el Premio Wiley en Ciencias Biomédicas y fue nombrada una de The Forward 50. También en 2015, Witkin ganó el Premio Lasker de Investigación Médica Básica, junto con Stephen J. Elledge, "por los descubrimientos relativos a la respuesta al daño del ADN, un mecanismo fundamental que protege los genomas de todos los organismos vivos".
En 2021, la Universidad Rutgers y el Instituto Waksman de Microbiología organizaron el Simposio del centenario y logros de investigación de la Dra. Evelyn M. Witkin, un simposio público y la ceremonia de inauguración de un nuevo laboratorio de investigación que lleva su nombre. Kenneth Irvine, director interino del Instituto Waksman, dijo: “El laboratorio lleva el nombre de la Dra. Witkin porque fue una científica excepcional. Pero sin duda es importante destacar que fue una científica pionera, que trabajó en una época en la que la ciencia estaba dominada por los hombres”.

## Publicaciones seleccionadas
- Witkin, Evelyn M. (March 1946). «Inherited Differences in Sensitivity to Radiation in Escherichia Coli». Proceedings of the National Academy of Sciences (en inglés) 32 (3): 59-68. Bibcode:1946PNAS...32...59W. ISSN 0027-8424. PMC 1078880. PMID 16578194. doi:10.1073/pnas.32.3.59.
- Witkin, Evelyn M. (May 1964). «Photoreversal and "dark repair" of mutations to prototrophy induced by ultraviolet light in photoreactivable and non-photoreactivable strains of Escherichia coli». Mutation Research/Fundamental and Molecular Mechanisms of Mutagenesis 1 (1): 22-36. PMID 14195747. doi:10.1016/0027-5107(64)90049-1.
- Witkin, Evelyn M. (3 de junio de 1966). «Radiation-Induced Mutations and Their Repair: Bacteria reduce the mutagenic effects of ultraviolet light by repairing DNA damaged by the radiation.». Science (en inglés) 152 (3727): 1345-1353. ISSN 0036-8075. PMID 5327888. doi:10.1126/science.152.3727.1345.
- Witkin, E M (May 1967). «The radiation sensitivity of Escherichia coli B: a hypothesis relating filament formation and prophage induction». Proceedings of the National Academy of Sciences (en inglés) 57 (5): 1275-1279. Bibcode:1967PNAS...57.1275W. ISSN 0027-8424. PMC 224468. PMID 5341236. doi:10.1073/pnas.57.5.1275.
- Witkin, Evelyn M. (December 1969). «Ultraviolet-induced mutation and DNA repair». Annual Review of Genetics (en inglés) 3 (1): 525-552. ISSN 0066-4197. doi:10.1146/annurev.ge.03.120169.002521.
- Witkin, EM; George, DL (April 1973). «Ultraviolet mutagenesis in polA and UvrA polA derivatives of Escherichia coli B-R: evidence for an inducible error-prone repair system.». Genetics 73: Suppl 73:91-10. PMID 4576123.
- Witkin, E. M. (1976). «Ultraviolet mutagenesis and inducible DNA repair in Escherichia coli». Bacteriological Reviews 40 (4): 869-907. PMC 413988. PMID 795416. doi:10.1128/MMBR.40.4.869-907.1976.
- Witkin, E. M. (1 de febrero de 1991). «RecA protein in the SOS response: milestones and mysteries». Biochimie (en inglés) 73 (2): 133-141. ISSN 0300-9084. PMID 1883877. doi:10.1016/0300-9084(91)90196-8.
- Selby, C P; Witkin, E M; Sancar, A (15 de diciembre de 1991). «Escherichia coli mfd mutant deficient in "mutation frequency decline" lacks strand-specific repair: in vitro complementation with purified coupling factor.». Proceedings of the National Academy of Sciences (en inglés) 88 (24): 11574-11578. Bibcode:1991PNAS...8811574S. ISSN 0027-8424. PMC 53178. PMID 1763073. doi:10.1073/pnas.88.24.11574.
- Witkin, Evelyn M. (October 2002). «Chances and Choices: Cold Spring Harbor 1944–1955». Annual Review of Microbiology (en inglés) 56 (1): 1-15. ISSN 0066-4227. PMID 12142497. doi:10.1146/annurev.micro.56.012302.161130.